# 黃帶笛鯛
黃帶笛鯛，為輻鰭魚綱鱸形目鱸亞目笛鯛科的其中一種，分布於西太平洋區，從澳洲東部至新喀里多尼亞海域，棲息深度可達20公尺，體長可達50公分，生活在珊瑚礁海域，成群活動，屬肉食性，可作為食用魚、遊釣魚。

## 擴展閱讀
維基物種上的相關：黃帶笛鯛